# Великое Гороховище
Вели́кое Горо́ховище (бел. Вялі́кае Гаро́хавішча), в русской транслитерации также иногда используется название Больши́е Горо́ховищи — деревня в составе Добринёвского сельсовета Дзержинского района Минской области Беларуси. Деревня расположена в 24 километрах от Дзержинска, 30 километрах от Минска и 22 километрах от железнодорожной станции Фаниполь.

## История
Деревня известна со второй половины XIX века, находилась в Станьковской волости Минского уезда Минской губернии. В 1870 году в деревне Гороховище проживали 40 жителей мужского пола. В 1897 году, по данным первой всероссийской переписи в деревне — 21 двор, 122 жителя, в 1917 году — 32 двора, 164 жителя. 9 марта 1918 года в составе провозглашённой Белорусской Народной Республики, однако фактически находилась под контролем германской военной администрации. С 1 января 1919 года в составе Советской Социалистической Республики Белоруссия, а с 27 февраля того же года в составе Литовско-Белорусской ССР, летом 1919 года деревня была занята польскими войсками, после подписания рижского мира — в составе Белорусской ССР.
С 20 августа 1924 года в составе Добринёвского сельсовета Койдановского района Минского округа. 15 марта 1932 года Койдановский район преобразован в Койдановский польский национальный район, который 26 июня был переименован в Дзержинский.  31 июля 1937 года Дзержинский национальный полрайон был упразднён, деревня Большие Гороховищи перешла в состав Минского района Минского округа, с 20 февраля 1938 года — в составе Минской области. 4 февраля 1939 года Дзержинский район был восстановлен. В 1926 году, по данным первой всесоюзной переписи в деревне проживали 110 жителя, насчитывалось 29 дворов. В 1930 году был организован колхоз «Знамя коммуны», который обслуживала Фанипольская МТС.
В Великую Отечественную войну с 28 июня 1941 года до 7 июля 1944 года под немецко-фашистской оккупацией, во время войны на фронте погибли 18 жителей деревень Большое и Малое Гороховище. В 1960 году насчитывалось 63 жителя. По состоянию на 2009 год в составе ОАО «Правда-Агро» (центр — д. Боровики).

## Население
| Численность населения (по годам) | Численность населения (по годам) | Численность населения (по годам) | Численность населения (по годам) | Численность населения (по годам) | Численность населения (по годам) | Численность населения (по годам) | Численность населения (по годам) |
| 1897                             | 1909                             | 1917                             | 1926                             | 1960                             | 1999                             | 2004                             | 2010                             |
| -------------------------------- | -------------------------------- | -------------------------------- | -------------------------------- | -------------------------------- | -------------------------------- | -------------------------------- | -------------------------------- |
| 122                              | ↗ 132                            | ↗ 164                            | ↘ 110                            | ↘ 63                             | ↘ 7                              | ↘ 3                              | ↘ 1                              |
| 2017                             | 2018                             | 2020                             | 2022                             |                                  |                                  |                                  |                                  |
| ↗ 5                              | → 5                              | → 5                              | → 5                              |                                  |                                  |                                  |                                  |